# 林彰洋
林 彰洋（はやし あきひろ、1987年5月7日 - ）は、秋田県秋田市生まれ、東京都東大和市出身のプロサッカー選手。Jリーグ・ベガルタ仙台所属。ポジションはゴールキーパー（GK）。元日本代表。

## 来歴

### プロ入り以前
幼少期にサッカーを始め、セレクションを経て柏レイソル青梅ジュニアユースに加入。同クラブでは当初GKとフィールドプレーヤーを兼任していたが、プロ入りを見据えてGKに専念するようになった。
自分の力でチームを全国高校サッカー選手権全国大会に出場させたいと、同大会出場歴の無かった流通経済大学付属柏高等学校へ進学。高校No.1GKとして名を馳せ、2005年にはPK戦の末に県予選を制して 同校初の全国出場を果たしたが、2回戦敗退。
2006年、流通経済大学へ進学。サッカー部での活躍が注目され、2007年には日本代表にも選出された（後述）。
2008年3月にリーグ・アンのFCメスの入団テストを受験するも不合格。また、鹿島アントラーズ、サンフレッチェ広島、京都サンガF.C.の練習に参加し、複数のJリーグクラブが獲得に動いていた。
在学中、2007年及び2009年のユニバーシアードに出場し、2009年ベオグラード大会で銅メダル獲得。ベオグラードから帰国せず、ヨーロッパ各国のクラブに練習参加した。

### プリマス・シャルルロワ
2009年7月末、リーガ1（ルーマニア1部リーグ）に昇格したFCアストラ・プロイェシュティとの契約が報じられたが、自身のブログによればオファーは受けたが契約は見送った。9月3日、後にFLチャンピオンシップ（イングランド2部）のプリマス・アーガイルFCと契約を結んだ。同クラブでの出場機会には恵まれず、2010年6月にベルギー3部のROCシャルルロワ＝マルシェンヌへ移籍。同年9月、第5節ボホルト戦でジョナサン・ボードン (en) との交代で公式戦初出場。しかし、右手首の2度の負傷の影響によりその後はボードンが正GKを務めた。

### 清水エスパルス
所属クラブが経営難に陥ったこともあって国内復帰を検討し、2012年1月にヴィッセル神戸の練習に参加。翌2月には大学で師事したハーフナー・ディドGKコーチが在籍する清水エスパルスの練習に参加し、同月15日に清水と正式契約を結んだ。加入早々に山本海人からレギュラーを奪い、3月10日のJリーグ開幕戦で先発出場。失点減に貢献した。
2013年は開幕戦から先発出場を続けていたが、第12節FC東京戦の敗戦によって直近4戦で3敗を喫したことを機に櫛引政敏との入れ替わりで控えGKに追いやられた。

### サガン鳥栖
2013年8月、GK陣の負傷が相次いでいたサガン鳥栖へ期限付き移籍。直前の試合では特別指定選手の藤嶋栄介が出場し控えGKが不在になっていた陣容もあり 加入直後から先発に定着。安定感のあるセービングと的確なコーチングでチームを鼓舞し、同じく新加入の菊地直哉と共にリーグ最多失点を喫していた守備の再建に成功。自身の出場した13試合を11失点に抑え、J2降格の危機を救った。同年末には西川周作の移籍に端を発してJリーグにおけるGKの移籍が活発化し、林の去就も注目されたが 鳥栖残留を選び、2014年から完全移籍へ移行。
出場を重ねる中で安定感は高まり、2014年シーズンは通年では自身初のリーグ戦全試合フル出場を果たし、同年末には鳥栖の年間MVPに選ばれた。鹿島や神戸からの打診 に応じず、海外移籍を断念し 2015年も鳥栖でプレー。2016年は自身2度目のリーグ戦全試合フル出場を果たした。

### FC東京
2017年、権田修一と入れ替わるような形で地元クラブのFC東京へ完全移籍。加入後は即レギュラーとしてゴールを守ったが、シーズン終盤に大久保択生にポジションを奪われた。翌年の18年は大久保からポジションを奪い返し、開幕からレギュラーとしてゴールを守った。 2019年にはベストイレブンに選出された。
2020年シーズンも開幕からゴールを守っていたが、シーズン中盤で若手の波多野豪にポジションを譲り、11月には右膝前十字靱帯損傷の大ケガにより長期離脱となった。
2022年11月4日、2022年を以てFC東京を退団することを発表。

### ベガルタ仙台
2022年11月26日、ベガルタ仙台へ加入が決定。一年目から正守護神としてチームを支えている。

### 日本代表
流通経済大在籍中の2006年開催のAFCユース選手権ではU-19日本代表の正GKとしてプレー。2007年には同代表でのプレーぶりが日本代表監督を務めていたイビチャ・オシムの目に留まり、A代表の候補合宿に現役大学生としては17年ぶりに選出された。同年のU-20ワールドカップでは正GKとしてベスト16進出に貢献。
北京オリンピックの代表候補にも入っていたが西川周作、山本海人を上回ることができずバックアップメンバーにとどまる。
清水加入後の2012年4月にはアルベルト・ザッケローニ監督により5年ぶりに日本代表候補に招集された。
同年6月14日、若手で経験値のあるGKとしてロンドンオリンピックに臨むU-23日本代表の予備登録メンバーにオーバーエイジ枠で選出された。林自身は意欲を示していたが、清水側が権田修一の控えという位置付けだったことに反発。結局バックアップメンバーという形での選出になり、チームに帯同して渡英し親善試合に出場したものの、本大会直前に帰国した。
鳥栖移籍後の2014年4月には2年ぶりに日本代表選出。同年8月にはハビエル・アギーレ新体制発足後初の日本代表に招集された。FC東京移籍後の2017年3月にはヴァイッド・ハリルホジッチ率いる2018 FIFAワールドカップ・アジア最終予選メンバーにも選出された。

## エピソード
- 妻はモデル・女優の広村美つ美（2016年3月23日入籍[52]）。
- 趣味はサウナ。肉好きとしても知られている

## 所属クラブ
- 東大和サッカー少年団 (東大和市立第三小学校)[41]
- 2000年 - 2002年 柏レイソル青梅ジュニアユース (東大和市立第三中学校)[41]
- 2003年 - 2005年 流通経済大学付属柏高等学校
- 2006年 - 2009年 流通経済大学サッカー部
- 2009年9月 - 2010年  プリマス・アーガイルFC
- 2010年 - 2012年  ROCシャルルロワ＝マルシェンヌ
- 2012年 - 2013年  清水エスパルス
  - 2013年8月 - 2014年1月  サガン鳥栖（期限付き移籍）
- 2014年 - 2016年  サガン鳥栖
- 2017年 - 2022年  FC東京
- 2023年 -  ベガルタ仙台

## 個人成績
| 国内大会個人成績 | 国内大会個人成績 | 国内大会個人成績 | 国内大会個人成績 | 国内大会個人成績 | 国内大会個人成績 | 国内大会個人成績 | 国内大会個人成績 | 国内大会個人成績 | 国内大会個人成績 | 国内大会個人成績 | 国内大会個人成績 |
| 年度             | クラブ           | 背番号           | リーグ           | リーグ戦         | リーグ戦         | リーグ杯         | リーグ杯         | オープン杯       | オープン杯       | 期間通算         | 期間通算         |
| 年度             | クラブ           | 背番号           | リーグ           | 出場             | 得点             | 出場             | 得点             | 出場             | 得点             | 出場             | 得点             |
| 日本             | 日本             | 日本             | 日本             | リーグ戦         | リーグ戦         | リーグ杯         | リーグ杯         | 天皇杯           | 天皇杯           | 期間通算         | 期間通算         |
| ---------------- | ---------------- | ---------------- | ---------------- | ---------------- | ---------------- | ---------------- | ---------------- | ---------------- | ---------------- | ---------------- | ---------------- |
| 2006             | 流経大           | 31               | JFL              | 8                | 0                | -                | -                | 1                | 0                | 9                | 0                |
| 2007             | 流経大           | 1                | JFL              | 4                | 0                | -                | -                | 0                | 0                | 4                | 0                |
| 2008             | 流経大           | 1                | JFL              | 10               | 0                | -                | -                | 0                | 0                | 10               | 0                |
| 2009             | 流経大           | 1                | JFL              | 1                | 0                | -                | -                | -                | -                | 1                | 0                |
| イングランド     | イングランド     | イングランド     | イングランド     | リーグ戦         | リーグ戦         | FLカップ         | FLカップ         | FAカップ         | FAカップ         | 期間通算         | 期間通算         |
| 2009-10          | プリマス         | 37               | 2部              | 0                | 0                | 0                | 0                | 0                | 0                | 0                | 0                |
| ベルギー         | ベルギー         | ベルギー         | ベルギー         | リーグ戦         | リーグ戦         | リーグ杯         | リーグ杯         | ベルギー杯       | ベルギー杯       | 期間通算         | 期間通算         |
| 2010-11          | シャルルロワ     | 1                | 3部              | 10               | 0                | 0                | 0                | 0                | 0                | 10               | 0                |
| 2011-12          | シャルルロワ     | 1                | 3部              | 0                | 0                | 0                | 0                | 0                | 0                | 0                | 0                |
| 日本             | 日本             | 日本             | 日本             | リーグ戦         | リーグ戦         | リーグ杯         | リーグ杯         | 天皇杯           | 天皇杯           | 期間通算         | 期間通算         |
| 2012             | 清水             | 31               | J1               | 26               | 0                | 2                | 0                | 1                | 0                | 29               | 0                |
| 2013             | 清水             | 1                | J1               | 14               | 0                | 0                | 0                | -                | -                | 14               | 0                |
| 2013             | 鳥栖             | 33               | J1               | 13               | 0                | -                | -                | 5                | 0                | 18               | 0                |
| 2014             | 鳥栖             | 33               | J1               | 34               | 0                | 5                | 0                | 3                | 0                | 42               | 0                |
| 2015             | 鳥栖             | 33               | J1               | 23               | 0                | 4                | 0                | 3                | 0                | 30               | 0                |
| 2016             | 鳥栖             | 33               | J1               | 34               | 0                | 3                | 0                | 2                | 0                | 39               | 0                |
| 2017             | FC東京           | 33               | J1               | 27               | 0                | 8                | 0                | 0                | 0                | 35               | 0                |
| 2018             | FC東京           | 33               | J1               | 31               | 0                | 3                | 0                | 2                | 0                | 36               | 0                |
| 2019             | FC東京           | 33               | J1               | 34               | 0                | 8                | 0                | 1                | 0                | 43               | 0                |
| 2020             | FC東京           | 33               | J1               | 23               | 0                | 2                | 0                | -                | -                | 25               | 0                |
| 2021             | FC東京           | 33               | J1               | 0                | 0                | 0                | 0                | 0                | 0                | 0                | 0                |
| 2022             | FC東京           | 33               | J1               | 0                | 0                | 0                | 0                | 0                | 0                | 0                | 0                |
| 2023             | 仙台             | 33               | J2               | 37               | 0                | -                | -                | 1                | 0                | 38               | 0                |
| 2024             | 仙台             | 33               | J2               | 37               | 0                | 0                | 0                | 0                | 0                | 37               | 0                |
| 2025             | 仙台             | 33               | J2               |                  |                  |                  |                  |                  |                  |                  |                  |
| 通算             | 日本             | 日本             | J1               | 259              | 0                | 35               | 0                | 17               | 0                | 311              | 0                |
| 通算             | 日本             | 日本             | J2               | 74               | 0                | 0                | 0                | 1                | 0                | 75               | 0                |
| 通算             | 日本             | 日本             | JFL              | 23               | 0                | -                | -                | 1                | 0                | 24               | 0                |
| 通算             | イングランド     | イングランド     | 2部              | 0                | 0                | 0                | 0                | 0                | 0                | 0                | 0                |
| 通算             | ベルギー         | ベルギー         | 3部              | 10               | 0                | 0                | 0                | 0                | 0                | 10               | 0                |
| 総通算           | 総通算           | 総通算           | 総通算           | 356              | 0                | 35               | 0                | 19               | 0                | 420              | 0                |

| 国際大会個人成績 | 国際大会個人成績 | 国際大会個人成績 | 国際大会個人成績 | 国際大会個人成績 |
| 年度             | クラブ           | 背番号           | 出場             | 得点             |
| AFC              | AFC              | AFC              | ACL              | ACL              |
| ---------------- | ---------------- | ---------------- | ---------------- | ---------------- |
| 2020             | FC東京           | 33               | 2                | 0                |
| 通算             | AFC              | AFC              | 2                | 0                |

その他の国際公式戦
- 2020年
  - AFCチャンピオンズリーグ2020・プレーオフ 1試合0得点
- 2012年3月10日：Jリーグ初出場 - J1第1節 vs名古屋グランパスエイト (豊田スタジアム)
- 2015年8月16日：Jリーグ100試合出場 - J1・2nd第7節 vsモンテディオ山形 (NDソフトスタジアム山形)

## タイトル

### 個人
- FC東京
  - Jリーグベストイレブン：1回（2019年）
  - Jリーグ優秀選手賞：1回（2019年）
- ベガルタ仙台
  - J2リーグ優秀選手賞：1回（2024年）
  - J2リーグフェアプレー個人賞：1回（2024年）
  - J2リーグ月間ベストセーブ賞：1回（2025年6月）

## 代表歴
- U-18日本代表
  - 2005年 スロバキアカップ[53]、リスボン国際ユーストーナメント[54]、国際ユースサッカーin新潟、SBSカップ、AFCユース選手権2006 (予選)
- U-19日本代表
  - 2006年 カタール国際ユーストーナメント、SBSカップ、AFCユース選手権2006
- U-20日本代表
  - 2007年 トゥーロン国際大会、FIFA U-20ワールドカップ
- U-22日本代表
  - 2007年 カタール国際ユーストーナメント、2008年北京オリンピックのサッカー競技・アジア予選
- U-23日本代表
  - 2008年 トゥーロン国際大会、北京オリンピック バックアップメンバー
  - 2012年 ロンドンオリンピック バックアップメンバー[47] (オーバーエイジ)
- ユニバーシアードサッカー日本代表
  - 2007年 2007年夏季ユニバーシアードサッカー競技[55]
  - 2009年 2009年夏季ユニバーシアードサッカー競技[56]
- 日本代表
  - 2007年 候補合宿[43][57]
  - 2014年 キリンチャレンジカップ
  - 2015年 2018 FIFAワールドカップ・アジア2次予選
  - 2016年 2018 FIFAワールドカップ・アジア3次予選